# Fernando Fher Olvera
Fernando Fher Olvera (Puebla, 8 dicembre 1959) è un cantautore messicano.
Il suo nome completo è Jose Fernando Emilio Olvera Sierra. È la voce, il compositore e chitarrista del complesso messicano Maná, precedentemente chiamato Sombrero Verde. Nasce l'8 dicembre 1959 a Puebla, Puebla. Ha studiato Scienze delle Comunicazioni nell'Università UNIVA.
Ha collaborato con grandi artisti musicali come Rubén Blades, Carlos Santana (Corazón espinado), Pablo Milanés, Luciano Pavarotti, Zucchero Fornaciari, Moisés Aldana, Miguel Rios, Miguel Bosé, Tanya Mota, Juan Luis Guerra, Sebastián Trepode, e molti altri.
Ha un ottimo rapporto con Bono degli U2 con cui condivide molte lotte e le preoccupazioni per i problemi sociali.
Nel 2003 ha realizzato, cantando con il suo gruppo, una serie di campagne in favore dell'ambiente.
Dalla moglie, Ana Indira, ha avuto un figlio che ha chiamato Dalí.